# 林易瑩
林易瑩（1992年7月7日—），台灣時代力量政治人物，前臺南市議會議員，曾任時代力量發言人、時代力量中央黨部政策研究部主任、時代力量中央黨部媒體創意部主任。

## 早期生活
林易瑩出生於臺中市，高中就讀臺中文華高中，大學就讀國立成功大學，在校期間加入異議性社團零貳社並擔任社長，在跟學校抗議期間曾被記大過，之後又被撤銷、曾參與太陽花學運、反媒體壟斷等運動。也曾參選成大學生會長。

## 政壇生涯
曾任民進黨議員林宜瑾特別助理。

### 臺南市議員
2018年林易瑩代表時代力量在臺南市永康區當選臺南市議員，是時代力量首次在臺南市議會取得席次。民進黨的林宜瑾也在同一區參選，兩人皆當選。
林易瑩的參選政見涵蓋議會監督、勞權問題、公共托育、友善行人、以及空污。在任期間林易瑩曾關注的議題包括宗教入校宣傳、內側車道放寬機車行駛、市府文宣侵權等等。
2022年林易瑩競選連任，得票五千八百餘票不幸落敗。

### 時代力量黨職
2023年時代力量中央黨部重組，王婉諭擔任時代力量黨主席，李兆立擔任秘書長。並由林易瑩擔任時代力量中央黨部政策研究部主任，且在同年8月8日兼任時代力量發言人。10月改任時代力量中央黨部媒體創意部主任兼發言人。

## 私人生活
2019年與邱澗庚結婚。

## 選舉紀錄
| 年度 | 選舉屆數             | 選舉區           | 所屬政黨 | 得票數 | 得票率 | 當選標記 | 備註 |
| ---- | -------------------- | ---------------- | -------- | ------ | ------ | -------- | ---- |
| 2018 | 第三屆臺南市議員選舉 | 臺南市第七選舉區 | 時代力量 | 9,241  | 8.42%  |          |      |
| 2022 | 第四屆臺南市議員選舉 | 臺南市第七選舉區 | 時代力量 | 5,821  | 5.51%  |          |      |

## 外部連結
- 臺南市議會議員資訊網 （页面存档备份，存于）
- 林易瑩官方facebook頁 （页面存档备份，存于）